# Tugibidi
I Tugibidi (in arabo بنو تُجيب‎?, Banū Tujīb) furono una dinastia islamica che governò la taifa di Saragozza in al-Andalus dal 1018 al 1039.
I membri di questa famiglia, originaria dello Yemen, si stabilirono nelle città di Saragozza, Calatayud e Daroca nel periodo della conquista islamica della penisola iberica. In tutte le città in cui si stabilirono divennero influenti membri dell'aristocrazia (khāṣṣa), esercitando cariche politiche.
Il loro primo nucleo di potere fu la città di Daroca, di cui divennero i governatori. Riuscirono poi ad estendere la loro influenza su Calatayud. Più tardi, nella seconda metà del IX secolo, il loro potere venne utilizzato dai Califfi omayyadi di al-Andalus per contrastare la potente famiglia di origine Muladi che aveva preso il potere a Saragozza, i Banu Qasi. I Tugibidi riuscirono a prendere il potere nella città ma vennero a loro volta sconfitti ed espulsi da un'altra dinastia rivale, i B. Hūd.
Il primo governatore tugibide della Taifa di Saragozza fu  Muḥammad al-Anqar, che regnò dall'890 al 925. Gli succedettero Hāshim ibn Tujībī (925-930), Muḥammad ibn Hāshim (930-950), Yaḥyā ibn Muḥammad (950-975), ʿAbd al-Raḥmān ibn Muḥammad al-Tujībī (975-989), e ʿAbd al-Raḥmān ibn Yaḥyā (989-?). Dopodiché scoppiò la guerra civile che comportò la fine dei Tugibidi e la salita al potere dei Banū Hūd.
Un ramo della famiglia - i Banū Ṣumādiḥ (in arabo بنو صمادح‎?) - però riuscì a prendere il potere ad Almería nella prima metà dell'XI secolo, dove continuò a governare fino all'arrivo degli Almoravidi nel 1091 .
L'ultimo emiro tugibide fu al-Muʿtaṣim (in arabo المعتصم بن صمادح‎?, al-Muʿtaṣim b. al-Ṣumādiḥ), che venne esiliato dagli Almoravidi nella città di Bijaya, in Maghreb.